# Муттенц
Муттенц (нем. Muttenz) — город в Швейцарии, в кантоне Базель-Ланд. 
Входит в состав округа Арлесхайм. Население составляет 17 096 человек (на 31 марта 2008 года). Официальный код  —  2770.